# Tadeusz Żmudziński

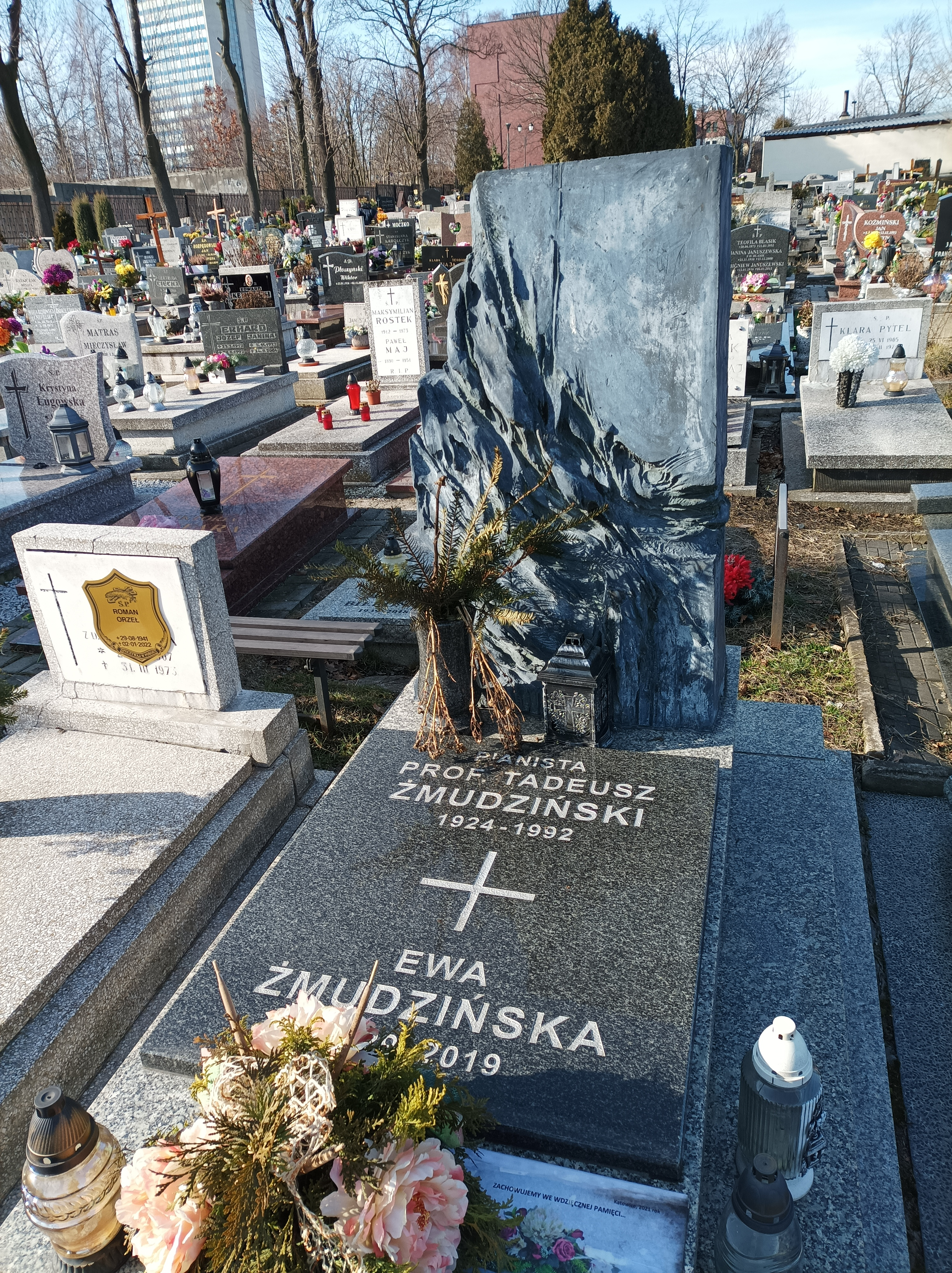
Grób prof. Tadeusza Żmudzińskiego na cmentarzu przy ul. Sienkiewicza w Katowicach

Tadeusz Żmudziński (ur. 9 czerwca 1924 w Królewskiej Hucie, zm. 17 października 1992 w Katowicach) – polski pianista i pedagog.

## Życiorys

### Wykształcenie i praca pedagogiczna
W 1947 ukończył z wyróżnieniem studia w Państwowej Wyższej Szkole Muzycznej w Katowicach (klasa Władysławy Markiewiczówny). Później studiował w Paryżu u Waltera Giesekinga, a także pobierał prywatne lekcje u Alfreda Cortota.
Od 1961 prowadził klasę fortepianu w Państwowej Wyższej Szkole Muzycznej w Krakowie, a od 1973 również w Państwowej Wyższej Szkole Muzycznej w Katowicach. W 1985 otrzymał tytuł profesora zwyczajnego. Jego absolwentami byli m.in. Romana Podsadecka, Andrzej Pikul, Sławomir Zubrzycki, Maria Nowosad, Michał Korzistka, Mariola Cieniawa, Marta Peter.

### Kariera pianistyczna
W 1949 został laureatem XII nagrody na IV Międzynarodowym Konkursie Pianistycznym im. Fryderyka Chopina w Warszawie. Po sukcesie w Warszawie koncertował m.in. w Austrii, Szwajcarii, na Węgrzech, w Czechosłowacji, Niemczech, Belgii, Holandii, Francji, Hiszpanii, Włoszech, Jugosławii, Grecji, Rumunii, Bułgarii, Rosji, Finlandii, Szwecji, Norwegii, Danii, Islandii, Stanach Zjednoczonych, na Kubie, w Urugwaju, Argentynie, Nigerii i Chinach.
Brał udział w pracach jury wielu konkursów muzycznych, w tym Konkursu im. Alessandro Casagrande w Terni (1975, 1976), Międzynarodowego Konkursu Pianistycznego im. Fryderyka Chopina w Warszawie (1975, 1980, 1985, 1990), Konkursu im. Karola Szymanowskiego w Łodzi (1983), Międzynarodowego Konkursu im. Ferruccio Busoniego w Bolzano (1984).
Żmudziński zasłynął przede wszystkim jako wykonawca utworów Karola Szymanowskiego. W 1968 podczas jednego wieczoru wykonał dwa koncerty fortepianowe Johannesa Brahmsa.

## Odznaczenia[3]
- Krzyż Oficerski Orderu Odrodzenia Polski (1977)
- Krzyż Kawalerski Orderu Odrodzenia Polski
- Order Sztandaru Pracy II klasy
- Medal 40-lecia Polski Ludowej
- Odznaka „Zasłużony Działacz Kultury”